# Змія промениста
Змія промениста (Xenopeltis unicolor) — неотруйна змія з роду Променисті змії родини Xenopeltidae.

## Опис
Загальна довжина сягає 1,2 м. Тулуб циліндричний, голова дещо сплощена, з притупленою на кінці мордою. Хвіст короткий. Спина забарвлена у темно-коричневий або чорний колір, черево молочно-біле. Луска дуже гладенька, без кілів. При яскравому освітленні переливаються усіма кольорами веселки. У молодих особин голова та шия також білого кольору.

## Спосіб життя
Полюбляє дощові тропічні ліси, сади, рисові поля та інші вологі агроландшафти, де особливо численна у сезон дощів. Веде наземний спосіб життя. Гарно риє ходи та нори. Активна вночі, вдень проводить, ховаючись у норах, виритих у м'якому ґрунті або під камінням й корчами. Харчується жабами, ящірками, зміями та дрібними гризунами.
Це яйцекладна змія. Самка відкладає до 10 яєць.

## Розповсюдження
Мешкає у Малайзії, Сінгапурі, Таїланді, В'єтнамі, Камбоджі, Лаосі, на більшості островів Індонезії. Відзначено також на південному заході Китаю та на Андаманських і Нікобарських островах (Індія).